# Aeroporto di Oš
L'Aeroporto di Oš (IATA: OSS, ICAO: UAFO) (in kirghiso Ош эл аралык аэропорту?, Oş el aralık aeroportu; in russo Международный аэропорт "Ош"?, Meždunarodnyj aėroport "Oš"), è un aeroporto del Kirghizistan situato all'estrema periferia settentrionale di Oš, capoluogo dell'omonima oblast'.
La struttura è posta all'altitudine di 892 m s.l.m. (2 927 ft), costituita da un terminal, una torre di controllo e da una pista con superficie in asfalto e orientamento 12/30, lunga 2 614 m e larga 50 m (8 576 x 164 ft), equipaggiata con dispositivi di assistenza all'atterraggio tra i quali, il sistema di atterraggio strumentale (ILS). e un impianto di illuminazione a bassa intensità (LIRL).
Lo scalo aeroportuale è base tecnica e hub principale delle compagnie aeree Air Bishkek, Avia Traffic Company, Air Kyrgyzstan e Osh Avia che collegano Oš tramite voli di linea con il territorio nazionale e con Cina, Russia e Turchia.
L'aeroporto, di proprietà del governo kirghiso, è aperto al traffico commerciale sulle intere 24 ore.